# 波瓦-迪瓦爾津
波瓦-迪爾瓦津（Póvoa de Varzim）是葡萄牙的一座城市。2011年，有人口63,408人。位於葡萄牙

## 外部連結
- Portal Municipal （葡萄牙文） - official website of the city
- Biblioteca Municipal Rocha Peixoto （葡萄牙文） - City libraries
- Póvoa Semanário （页面存档备份，存于） （葡萄牙文） - News weekly
- A Voz da Póvoa （页面存档备份，存于） （葡萄牙文） - News weekly
- Tourist Map （英文）